# Apertintaille
L’apertintaille (prononciation : /a.pɛʁ.tɛ̃.taj/) est la ceinture de petites clochettes ou grelots en bronze (sept à neuf clochettes selon les modèles) que porte chaque Gille à la taille, lors des carnavals auxquels participent des Gilles, comme le carnaval de Binche en Belgique, par exemple; elles sont attachées sur une bande de toile en lin rembourrée, recouverte de laine jaune et rouge. Son modèle est le harnachement des chevaux. Cette ceinture, d'environ deux kilos, est fabriquée et louée par les louageurs.